# Glyphodera ueleensis
Glyphodera ueleensis är en tvåvingeart som beskrevs av Verbeke 1955. Glyphodera ueleensis ingår i släktet Glyphodera och familjen skridflugor.
Artens utbredningsområde är Kongo. Inga underarter finns listade i Catalogue of Life.